# Franz Karl von Velbrück

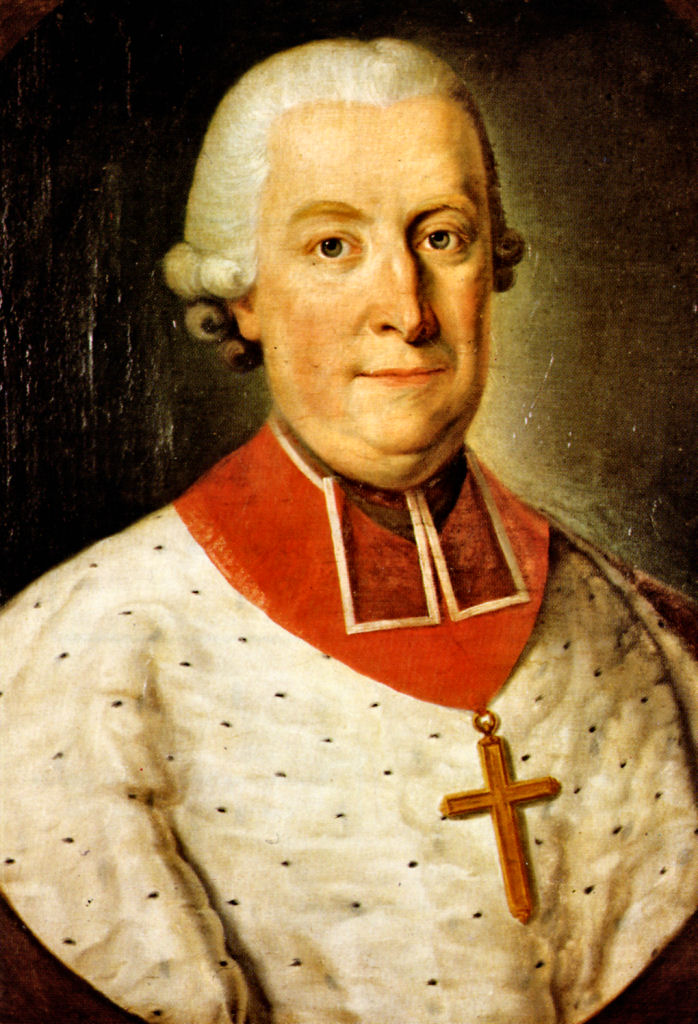
Franz Karl von Velbrück

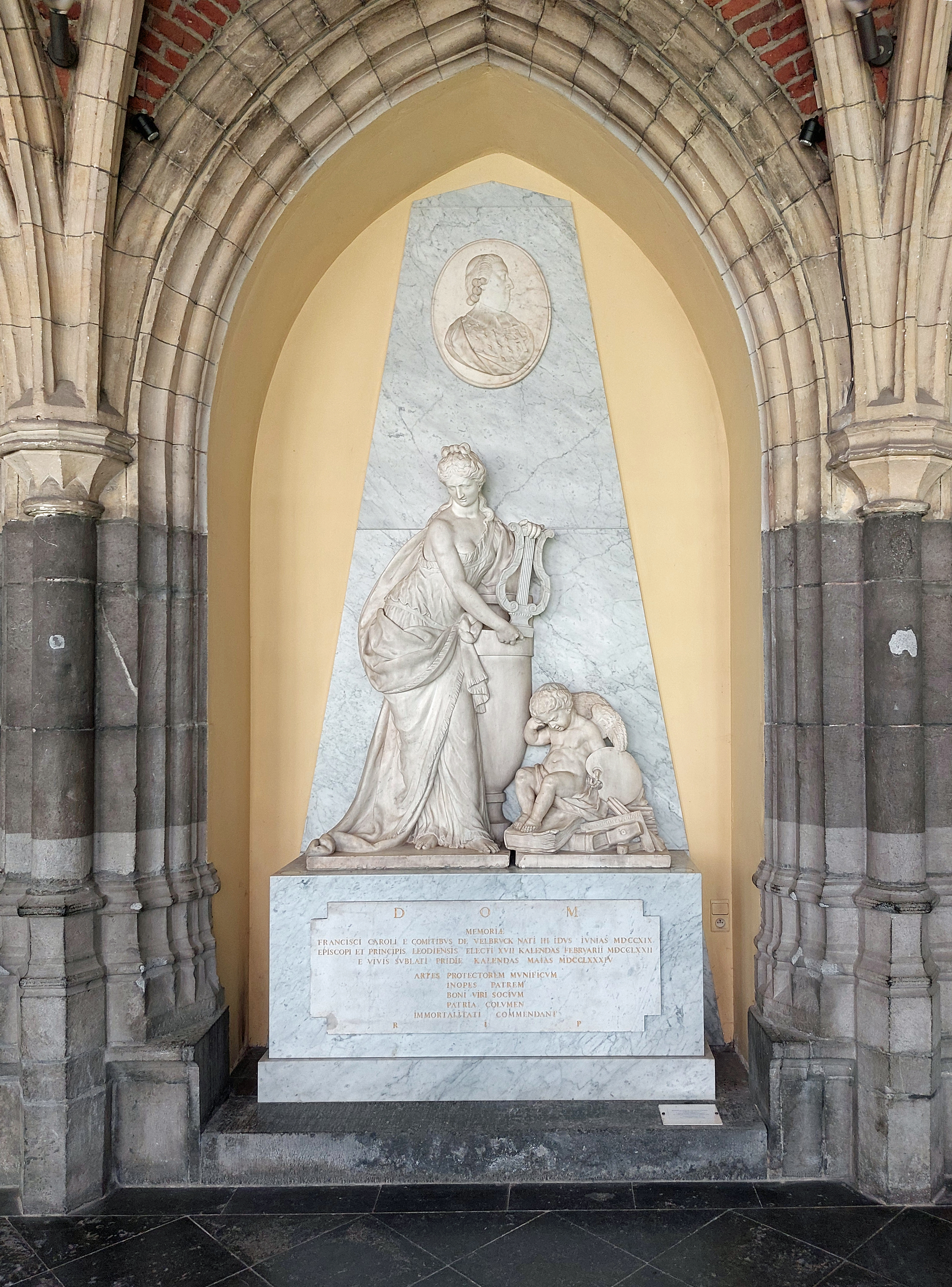
Franz Karl von Velbrück Mausoleum im Kreuzgang der Sankt-Pauls-Kathedrale

Franz Karl Reichsgraf von Velbrück, französisch François-Charles de Velbrück oder Velbruck (* 11. Juni 1719 auf Schloss Garath bei Düsseldorf; † 30. April 1784 auf Schloss Heks, Gemeinde Borgloon bei Tongern) war von 1772 bis 1784 Fürstbischof von Lüttich.

## Leben
Seine Eltern waren Maximilian Heinrich Reichsgraf von Velbrück und seine Gattin Marie-Anne von Wachtendonck zu Germenseel. Bereits im Jahre 1735 wurde dem damals 16-jährigen Graf das Amt eines Kanonikers der Lambertuskathedrale Lüttich angetragen, dessen Annahme sein Bruder Adam vorher verweigert hatte. Er studierte nun Kanonisches Recht in Douai und Reims und wurde im Jahr 1743 nach dem Tod Georg Ludwig von Berghes nach Lüttich zurückgerufen, um in die Dienste des neuen Fürstbischofs Johann Theodor von Bayern zu treten. 
Im Jahre 1746 wurde von Velbrück Minister der Lütticher Staatsregierung. Ende des Jahres 1757 verlieh ihm der Kölner Kurfürst eine münstersche Dompräbende. Nach dem Tod von Karl von Oultremont wurde er am 16. Januar 1772 für das Amt des Fürstbischofs vorgeschlagen und hierin am 30. März des gleichen Jahres bestätigt. Es folgten am 26. April 1772 seine Weihe zum Priester und am 5. Mai die Bischofsweihe.   
Die Regierungszeit von Velbrücks war stark beeinflusst durch das Zeitalter der Aufklärung und geprägt durch die liberale Gesinnung im gesamten Lütticher Bistum. So verwundert es auch nicht, dass von Velbrück nicht nur eine Geliebte – Maria Christine Josefine de Bouget, genannt „la belle Stinette“ – hatte, sondern mit ihr auch zwei Söhne zeugte. Obwohl dieses Verhältnis durch die damals äußerst tolerante Lütticher Gesellschaft durchaus akzeptiert wurde, heiratete Christine am 30. November 1758 auf Drängen Velbrücks den Lütticher Advokaten und späteren Bürgermeister Baron Nicolas Mathieu de Graillet et d’Oupeye.
Franz Karl, der sich im Frühjahr und im Herbst in seinem Jagdschloss Heks nahe Borgloon aufzuhalten pflegte, erlitt am 29. April 1784 dort einen Schlaganfall und starb am darauffolgenden Tag im Laufe des Nachmittags in den Armen seines aus Lüttich herbeigeeilten ältesten Sohnes Charles-François Graillet, der dem Maitressen-Verhältnis Velbrücks mit Madame de Graillet entstammte. Velbrücks Leiche wurde nach Lüttich überführt und dort im Dom beigesetzt. Sein Neffe und Erbe errichtete für ihn ein Prachtmausoleum, welches jedoch nach der Französischen Revolution zerstört wurde, als unter Aufsicht der „Commission destructive de la cathédrale“ der Abriss der Lambertuskathedrale als Symbol der Herrschaft des Fürstbischofs in Angriff genommen wurde. Die Überreste Velbrücks wurden in die Kapelle des Karmeliterinnenklosters in Potay in Lüttich geschafft, wo sie bis 1937 verblieben. Von dort wurden sie dann nach Heks überführt und in der Gemeindekirche von Heks beigesetzt.
Von Velbrück war Mitglied des Lütticher Illuminatenordens Sociètè d’Emulation, und angeblich, jedoch nicht bewiesen, Freimaurer und Meister vom Stuhl der Loge La Parfaite Intelligence.